# Terremoto de Taiwán de 2024
El Terremoto de Taiwán de 2024 fue un sismo  de magnitud 7,4 ocurrido a las 07:58 hora local (UTC+8) el miércoles 3 de abril de 2024 a 18 km (11 millas) al sur-suroeste de la ciudad de Hualien, provincia de Taiwán, al este de la República de China.

## Entorno tectónico
Taiwán tiene una historia de muchos terremotos fuertes. La isla está ubicada dentro de una compleja zona de convergencia entre la Placa del Mar de Filipinas y la Placa Euroasiática. En el lugar del terremoto estas placas convergen a un ritmo de 75 mm (3,0 pulgadas) por año. Al sur de Taiwán, la corteza oceánica de la Placa Euroasiática se está subduciendo debajo de la Placa del Mar de Filipinas creando un arco de islas, el Arco de Luzón. En Taiwán, toda la corteza oceánica se ha subducido y el arco está chocando con la corteza continental de la Placa Euroasiática. Al norte de Taiwán, la placa del Mar de Filipinas, por el contrario, se está subduciendo debajo de la placa euroasiática, formando el Arco de Ryukyu.

## Terremoto

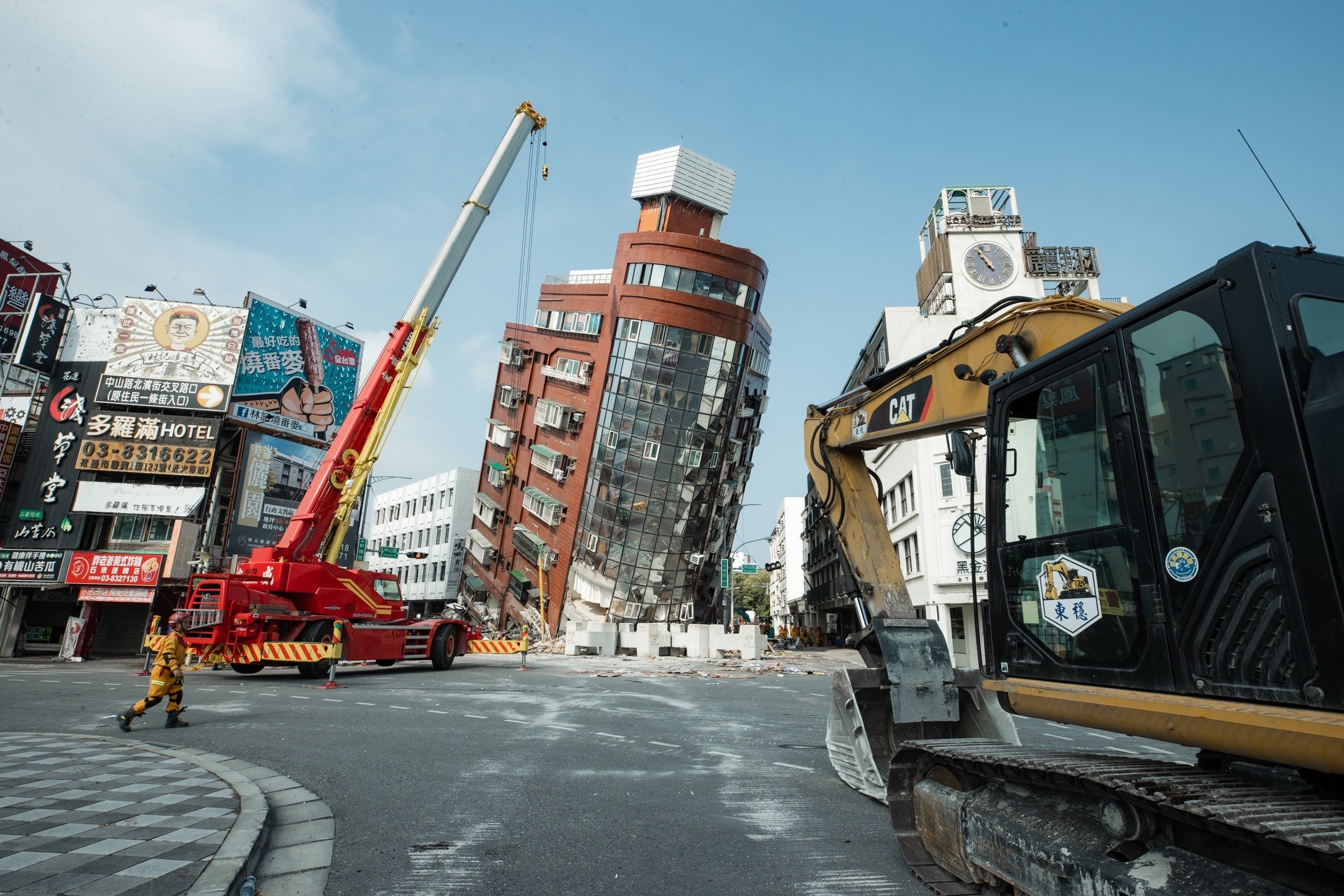
Daños del terremoto en la ciudad de Hualien

La Administración Meteorológica Central de Taiwán midió la magnitud local del terremoto en 7,2. Después del terremoto se registraron al menos 400 réplicas.
El terremoto tuvo un mecanismo focal correspondiente a una falla inversa a 34,8 km (21,6 millas) de profundidad. Tuvo una intensidad sísmica CWB máxima de 6+ en la ciudad de Hualien y 5 en Taipéi. Una réplica de AM w  6.4 se produjo a las 00:11 UTC, seguida de un evento de M w  5.7 a las 00:35 un evento de M w  5.5 a las 00:43 y uno que midió M w  5.7 a las 00:00 :46.
Este evento fue el terremoto más fuerte que ha sacudido a Taiwán desde el terremoto de Chichi de 1999, que midió M w  7,7.
El terremoto tuvo una intensidad sísmica CWB máxima de 6+ en la ciudad de Hualien y 5- en Taipei. La intensidad 4 o superior se sintió en gran parte de la isla, excepto en su extensión sur, que sintió intensidades 2 a 3. En China, se sintió temblor en Shanghai, Suzhou, Shenzhen, Guangzhou, Shantou y partes de Fujian. Provincias de Zhejiang y Jiangsu. También se sintió en Hong Kong y en la isla de Yonaguni, Japón, donde midió Shindo 4 en la escala de intensidad sísmica de la Agencia Meteorológica de Japón.
Según el Servicio Geológico de los Estados Unidos, la ruptura se produjo en una falla inversa, de inclinación moderada, que se dirige de noreste a suroeste dentro de la Placa Euroasiática. Las dimensiones de ruptura estimadas para un terremoto de falla inversa de tamaño similar son 60 km (37 millas) por 35 km (22 millas). Su modelo de falla finita indicó una ruptura en un plano de inmersión este-sureste. El deslizamiento se produjo dentro de un área de ruptura elíptica de 60 km (37 millas) por 60 km (37 millas) en el avión. El desplazamiento máximo se estimó en 1,2471 m (4 pies 1,10 pulgadas). La magnitud del impacto fue idéntica a la del terremoto de 1986 que mató a 15 personas en Hualien.
La Administración de Terremotos de China estimó que el proceso de ruptura del terremoto no duró más de 35 segundos. El deslizamiento se distribuyó a lo largo de una falla de 50 km (31 millas) de ancho. Según su modelo de falla finita, el deslizamiento se concentró principalmente alrededor del epicentro, alcanzando 3 m (9,8 pies) de desplazamiento máximo. La geometría del modelo consiste en una falla que choca con el noreste y que se inclina en un ángulo poco profundo hacia el noroeste. Se produjo aproximadamente 1 m (3 pies 3 pulgadas) de deslizamiento en la parte poco profunda de la falla que llega al fondo marino frente a la costa de la isla.

## Tsunami
Se observó un tsunami de 0,5 m (1 pie 8 pulgadas) en Chenggong, Taitung, mientras que se registró una ola de 82 cm (32 pulgadas) en el puerto de Wushi. La Administración Meteorológica Central de Taiwán emitió una alerta advirtiendo a los residentes que evacuaran a terrenos más elevados.
El Ministerio de Recursos Naturales de la República Popular China emitió una alerta naranja de tsunami de segundo nivel más alto, advirtiendo sobre potenciales olas localizadas que podrían causar daños importantes en las zonas costeras afectadas.
En Filipinas, el Consejo Nacional de Gestión y Reducción del Riesgo de Desastres ordenó evacuaciones en las provincias de Batanes, Cagayán, Isabela e Ilocos Norte tras una advertencia del PHIVOLCS. Se emitió un aviso a 23 provincias por "olas altas de tsunami" que medían 3 m (9,8 pies), que luego se redujeron a 30 cm (12 pulgadas). A las 10:03 (PST), el Centro de Alerta de Tsunamis del Pacífico dijo que "la amenaza de tsunami ya ha pasado en gran medida", lo que llevó a PHIVOLCS a cancelar la alerta de tsunami.
La Agencia Meteorológica de Japón emitió una alerta de tsunami para la prefectura de Okinawa y se esperaban olas de 3 m (9,8 pies), que luego fue rebajada a "advertencia de tsunami". Se observó una ola de 30 cm (12 pulgadas) en Yonaguni unos 15 minutos después del terremoto. También se esperaban olas a lo largo de las islas Miyako y Yaeyama, con olas de 20 cm (7,9 pulgadas) que alcanzaron las islas de Miyako e Ishigaki. La alerta de tsunami fue la primera que se emitió en la prefectura de Okinawa desde el terremoto y tsunami de Tōhoku de 2011, mientras que el tsunami fue el primero en azotar el área desde 1998. Estas advertencias provocaron suspensiones de vuelos en Okinawa y Prefecturas de Kagoshima; Se llevaron a cabo evacuaciones a los terceros pisos en el aeropuerto de Naha y el aeropuerto de Miyako. El Centro de Alerta de Tsunamis de China, que depende del Ministerio de Recursos Naturales, emitió su nivel de alerta más alto en el nivel 1, o rojo.

## Impacto
Se han reportado diez víctimas mortales, mientras que al menos 1.145 personas resultaron heridas y otras 442 quedaron atrapadas, seis personas figuraban como desaparecidas. Según la Agencia Nacional de Bomberos, también registró al menos 1.151 incidentes relacionados con el terremoto. Todas las muertes ocurrieron en el condado de Hualien. Entre los muertos se encuentran cuatro fallecidos en el Parque Nacional de Taroko, incluidos tres excursionistas que quedaron atrapados en un desprendimiento de rocas. Otra persona murió cuando se produjeron desprendimientos de rocas en el túnel Daqingshui a lo largo de la autopista Suhua y aplastaron su camión. Una persona también murió después de que su automóvil fuera golpeado por una roca que caía en el estacionamiento del túnel Huide a lo largo de la autopista Suhua, mientras que se informó de otra muerte dentro de una mina en Hejen después de ser golpeada por la caída de rocas. Una mujer en Hualien murió después de regresar a su edificio para recuperar a su gato, durante el cual quedó inmovilizada por una columna después de una réplica.
El sistema de alerta sísmica de Taiwán no envió una alerta anticipada del sismo principal, a diferencia de casos anteriores. Las autoridades dijeron más tarde que inicialmente habían estimado que el terremoto fue de una magnitud menor que oscilaba entre 6,2 y 6,8. El Centro de Sismología CWA aclaró más tarde que había enviado dos alertas que cubrían el área inmediata del epicentro, así como partes del sur y centro de Taiwán, pero no el área de Taipei, y agregó que las condiciones para emitir una advertencia a nivel nacional dependían del terremoto. midiendo una magnitud superior a cinco y su intensidad alcanzando cuatro en la escala de siete niveles de la CWA.
Seiscientas personas quedaron varadas en el Parque Nacional Taroko. Doce visitantes del parque, incluidos dos ciudadanos canadienses, quedaron varados a lo largo de un sendero, mientras que otros 40 resultaron heridos. También se informaron lesiones en la ciudad de Hualien, Yilan, Taipei, Nueva Ciudad de Taipei, Keelung, Taichung y Taoyuan debido a caídas u objetos derribados. Sesenta personas quedaron atrapadas dentro del túnel Jinwen de 400 m (1300 pies) a lo largo de la autopista Suhua, mientras que 50 empleados del Silk's Place Hotel Taroko que viajaban en cuatro minibuses también fueron declarados atrapados después de que ninguno de ellos pudo ser contactado por las autoridades por teléfono. La dirección del hotel dijo más tarde que los empleados estaban a salvo, citando a tres miembros del personal que habían llegado al hotel a pie. Un empleado rescatado dijo más tarde que su convoy había quedado atrapado en un túnel después de un desprendimiento de rocas y que el vehículo en el que se encontraba resultó gravemente dañado por una roca. La carretera inmediatamente fuera del túnel Qingshui se derrumbó, atrapando a varias personas en el interior. Setenta personas también quedaron atrapadas en dos canteras de roca,  mientras que nueve personas quedaron atrapadas dentro de una cueva.
El Centro Central de Operaciones de Emergencia informó al menos 2.498 casos de daños en todo el país tras el terremoto, con 1.140 casos en Taipei, 497 en Nuevo Taipei y 366 en el condado de Hualien. Al menos 780 edificios y 35 infraestructuras viarias resultaron dañadas por el terremoto. De los 28 derrumbes de edificios reportados, 17 de ellos ocurrieron en Hualien, mientras que los otros 11 ocurrieron en Yilan, New Taipei y Keelung. Los derrumbes atraparon al menos a 20 personas inmediatamente después. Las autoridades ordenaron la demolición de doce edificios considerados inseguros. En la ciudad de Hualien , dos casas, el edificio Urano de nueve pisos y un restaurante se derrumbaron, atrapando a muchas personas en su interior. Una persona fue encontrada muerta  mientras que otras 22 fueron rescatadas más tarde del edificio Urano,  que fue construido en 1986 antes de que se introdujeran códigos de construcción más estrictos después del terremoto de Jiji de 1999 y se descubrió que era Carece de pilares frontales de soporte en la planta baja.  Cuarenta y ocho edificios residenciales en la ciudad resultaron dañados,  y la Escuela Secundaria Nacional de Niñas de Hualien también sufrió graves daños. Al menos 200 residentes que vivían cerca del epicentro fueron desplazados. 
En Taipei, 249 personas resultaron heridas, seis de ellas de gravedad, y 10 casas sufrieron graves daños. Un almacén se derrumbó en la ciudad de Nuevo Taipei, causando tres heridos leves. Posteriormente cincuenta personas fueron rescatadas del edificio. Las tejas se desprendieron y cayeron de edificios más antiguos y de algunas estructuras más nuevas en la capital. El edificio del Yuan Legislativo también sufrió daños en sus paredes y techos,  mientras que cayeron escombros desde el arco de la Plaza de la Libertad del Salón Conmemorativo de Chiang Kai-shek. El hundimiento en el distrito de Xindian provocó el colapso de siete casas, lo que obligó a evacuar a 12 personas. Se informó que un viaducto de la Nueva Línea Circular de Taipei estaba desalineado y todo el servicio en el Metro de Taipei se suspendió brevemente para realizar controles de seguridad. Sin embargo, el servicio de tren a través de la región del epicentro se restableció en 24 horas. Una parte del techo del aeropuerto internacional de Taoyuan se derrumbó. Otras 68 personas resultaron heridas en la ciudad de Yilan, donde las paredes se derrumbaron y las tuberías de agua se rompieron.
Los cortes de energía afectaron a 371.869 hogares en Taiwán según el Ministerio de Asuntos Económicos, de los cuales, 14.833 estaban en Taichung; 5.306 fueron restaurados aproximadamente 25 minutos después del terremoto. Taipower restableció la electricidad en el 70 por ciento de los hogares dos horas después del terremoto, dejando alrededor de 91.000 hogares sin electricidad. En la mañana del 4 de abril, el número se redujo a 337.  La escasez de agua afectó a 125.675 hogares,  mientras que también se informaron cortes de gas natural que afectaron a 394 hogares  e interrupciones en Internet. Ochenta estaciones base de telefonía celular resultaron dañadas. Hubo informes de paredes dañadas, escombros y ladrillos derribados en gran parte de la isla. Los servicios ferroviarios de alta velocidad en todo Taiwán fueron suspendidos parcialmente y se cerraron las principales autopistas en la parte oriental de la isla. No se registraron anomalías en ninguna de las tres plantas nucleares de Taiwán.
Tras el terremoto se registraron veinticuatro deslizamientos de tierra.  Se produjo un deslizamiento de tierra masivo cerca de Xiulin. La autopista Suhua fue cerrada después de que secciones de ella fueran afectadas por al menos nueve desprendimientos de rocas. En otra carretera se produjeron desprendimientos de rocas que impactaron al menos a 12 coches y lesionaron a nueve personas. Un deslizamiento de tierra a lo largo de la carretera provincial 9 entre Su'ao y Hualien bloqueó el tráfico en la estación de tren de Chongde , mientras que también se produjo un desprendimiento de rocas en la sección Heren -Chongde de la línea troncal oriental en Hualien. También se cerró una sección de la autopista Central Cross-Island entre Dayuling y Taroko. Se informó que dos ciudadanos alemanes quedaron atrapados en un túnel en Hualien. En Taichung, desprendimientos de rocas bloquearon una carretera, dañando tres automóviles e hiriendo a un conductor. Una gran parte de la isla Guishan se derrumbó en el mar.
Seis aviones de combate F-16 de la Fuerza Aérea de la República de China sufrieron daños leves en una base en Hualien. El Ministerio de Educación dijo que 434 escuelas sufrieron daños por el terremoto por un total de NT$470 millones (US$14,66 millones), principalmente en los condados de Hualien y Pingtung y en la ciudad de Hsinchu.
El Ministerio de Agricultura estimó los daños agrícolas causados por el terremoto en NT$ 68,78 millones (USD 2,14 millones), de los cuales el condado de Hualien representó NT$ 42,80 millones. La mayor parte de los daños en el condado se debieron a pérdidas en la industria pesquera, mientras que las pérdidas de cosechas afectaron principalmente a las setas de oreja de madera. El ministerio también dijo que Hualien sufrió daños por 25,98 millones de dólares taiwaneses a la infraestructura agrícola, de los cuales 13,98 millones de dólares taiwaneses provinieron de los puertos pesqueros.
Los servicios ferroviarios fueron suspendidos temporalmente en partes del este de China debido al terremoto. 

## Respuesta
La presidenta saliente de Taiwán, Tsai Ing-wen, expresó su preocupación por los daños y ordenó a las Fuerzas Armadas de la República de China que apoyen al gobierno local de Hualien y otras partes de la isla en misiones de rescate. El vicepresidente y presidente electo, Lai Ching‑te, llamó a la población a tener cuidado y mantener la calma y anunció la creación de un centro de emergencia para hacer frente al desastre. Más tarde esa tarde, Lai visitó el condado de Hualien para inspeccionar los esfuerzos de rescate y socorro. El Ministerio de Transportes y Comunicaciones inició servicios de ferry marítimo entre el puerto de Su'ao en el condado de Yilan y el puerto de Hualien a partir del 4 de abril, mientras que Mandarin Airlines y UNI Air agregaron siete vuelos adicionales entre el aeropuerto de Hualien y el resto de Taiwán. El Ministerio de Salud puso personal médico en Yilan y Taitung en estado de alerta para ayudar a las víctimas en Hualien. El gobierno de la ciudad de Nuevo Taipei abrió 15 refugios para 269 residentes desplazados. Taipei 101 se iluminó la noche del 3 de abril en memoria de las víctimas del terremoto. 
Varias empresas de semiconductores, incluidas Powerchip, InnoLux, UMC, King Yuan Electronics Company [zh], Taimide Tech y TSMC suspendieron temporalmente sus operaciones y evacuaron sus instalaciones en Hsinchu. TSMC dijo que esperaba pérdidas de alrededor de $60 millones por el terremoto e informó daños mínimos a algunas de sus instalaciones y equipos. La Bolsa de Valores de Taiwán continuó sus operaciones regulares el 3 de abril a pesar del terremoto. 

## Reacciones internacionales
La Oficina de Asuntos de Taiwán de la República Popular China dijo que estaba muy preocupada por el terremoto y que estaba dispuesta a brindar asistencia de socorro en casos de desastre. En respuesta, el Consejo de Asuntos Continentales de Taiwán expresó su agradecimiento por su preocupación, pero dijo que no habría ninguna solicitud de asistencia de Taiwán. El 4 de abril, el Ministerio de Asuntos Exteriores de Taiwán condenó a la República Popular China por su “uso descarado del terremoto de Taiwán para llevar a cabo operaciones cognitivas a nivel internacional” después de que Geng Shuang, embajador adjunto de Beijing ante las Naciones Unidas, expresara su agradecimiento por la preocupación internacional por el terremoto en el isla, haciendo referencia a la provincia china de Taiwán que solo tiene existencia jurídica en el papel.
Japón desplegó aviones militares para observar posibles daños en la prefectura de Okinawa tras la alerta de tsunami. El gobierno japonés anunció más tarde que no se habían producido daños. El Primer Ministro Fumio Kishida expresó sus condolencias y simpatía hacia Taiwán y ofreció el apoyo del gobierno. Guatemala y Paraguay también expresaron su solidaridad con Taiwán y ofrecieron apoyo. Estados Unidos dijo que estaba “dispuesto a proporcionar cualquier asistencia necesaria”.
Del pequeño número de naciones que reconocen a la República de China como la «China real», destacan, además de Paraguay y Guatemala; Belice, San Cristóbal y Nieves, Santa Lucía, San Vicente y las Granadinas y la Ciudad del Vaticano que expresaron sus condolencias y ofrecieron apoyo a los civiles y al Estado taiwanés.

### Entidades privadas
Empresas multinacionales como Kura Sushi de Japón y Coupang de Corea del Sur prometieron 2 millones de dólares neozelandeses cada una para ayuda en casos de desastre, mientras que FamilyMart y 7-Eleven abrieron canales de donación en sus respectivas aplicaciones móviles. Cathay Financial Holdings prometió NT$30 millones, mientras que Shin Kong Financial Holdings prometió NT$10 millones, de los cuales NT$6 millones se destinaron específicamente al gobierno del condado de Hualien.
La Cruz Roja de la República de China recibió una donación de 10 millones de yenes (65.903 dólares estadounidenses) del músico japonés Yoshiki. Los Yomiuri Giants, que juegan en la Liga Japonesa de Béisbol Profesional, prometieron 10 millones de yenes (66.112 dólares estadounidenses) y organizaron una recaudación de fondos de tres días a partir del 5 de abril, citando como razón sus juegos de exhibición en Taiwán en marzo de 2024.